# حمادیه
حمادیه (به عربی: الحمادیة) یک شهرداری در الجزایر است که در استان برج بوعریریج واقع شده‌است. حمادیه ۲۰٬۶۳۵ نفر جمعیت دارد.